# Callipodida
Los callipódidos (Callipodida) son un orden de diplópodos o milpiés que contiene alrededor de 130 especies.

## Características
Los callipódidos son milpies largos y estrechos, de hasta 10 cm de longitud y un tronco con 40-60 segmentos. Hay un surco dorsal que recorre la línea media del cuerpo, y muchas especies están ornamentadas con crestas longitudinales. Los machos sexualmente maduros poseen un solo par de gonópodos, que consiste en el par de patas anteriores modificadas del séptimo segmento del cuerpo, y que se llevan ocultos dentro de una bolsa.

## Distribución
Los callipódidos están distribuidos por Europa, América del Norte, Asia occidental, Sudeste asiático y sur de China.

## taxonomía
El orden Callipodida incluye ocho familias, y unas 130 especies.
- Familia Abacionidae
- Familia Burmanopetalidae†
- Familia Callipodidae
- Familia Caspiopetalidae
- Familia Dorypetalidae
- Familia Paracortinidae
- Familia Schizopetalidae
- Familia Sinocallipodidae